# Del perduto amore
Del perduto amore è un film del 1998 diretto da Michele Placido.
La pellicola è stata dichiarata come film di "Interesse Culturale Nazionale" dal Dipartimento dello Spettacolo della Presidenza del Consiglio dei Ministri.
Il film è dedicato a Vittorio Mezzogiorno.

## Trama
Don Gerardo torna con la memoria alla seconda metà degli anni cinquanta, quando, ragazzo pieno di sinceri entusiasmi religiosi, ma anche travolto dai primi turbamenti del sesso, viene allontanato dal collegio per quello che alle autorità è sembrato un episodio di omosessualità. Nel suo paese si sente a disagio, si sente estraneo all'ambiente familiare, si sente fuori luogo con i coetanei. È invece sempre più attratto da Liliana, una militante comunista poco più che ventenne, osteggiata ed insieme ammirata dall'intera comunità, della quale si innamora con la dedizione senza mezzi termini della prima adolescenza.

## Produzione
È stato girato prevalentemente nel comune di Irsina in Basilicata, tranne alcune scene realizzate a Ferrandina, 
Grottole, Matera e Gravina in Puglia.

## Il soggetto
Il soggetto del film prende ispirazione dalla realtà, Michele Placido
in un'intervista ad Hollywood Party (programma radiofonico) rivelò che il personaggio di Liliana Tito fosse ispirato a Liliana Rossi, una militante comunista di Ascoli Satriano che per la sua ideologia politica fu scomunicata dalla Chiesa.
Liliana Rossi iniziò facendo volontariato e successivamente si iscrisse al Partito Comunista Italiano ma ciò che fece più scandalo nel paese fu quando durante dei comizi in piazza prese parola. Liliana Rossi morì nel 1956. Vista la scomunica
il vescovo non permise che si celebrasse il funerale in chiesa e per questo le donne del paese organizzarono un contro-funerale in ricordo della giovane. Prima di iniziare le riprese del film Giovanna Mezzogiorno incontrò i fratelli di Liliana a Foggia i quali le mostrarono lettere e fotografie del funerale della loro sorella; successivamente la Mezzogiorno visitò anche la tomba ad Ascoli Satriano di Liliana Rossi. 

## Riconoscimenti
- 1999 - Mostra internazionale d'arte cinematografica
  - Premio Pasinetti a Giovanna Mezzogiorno
- 1999 - David di Donatello
  - Migliore attore non protagonista a Fabrizio Bentivoglio
  - Nomination Migliore attrice protagonista a Giovanna Mezzogiorno
  - Nomination David scuola a Michele Placido
- 1999 - Nastro d'argento
  - Migliore attrice protagonista a Giovanna Mezzogiorno
  - Nomination Regista del miglior film a Michele Placido
  - Nomination Miglior soggetto a Domenico Starnone
  - Nomination Miglior attore non protagonista a Rocco Papaleo
- 1999 - Ciak d'oro
  - Migliore attrice protagonista a Giovanna Mezzogiorno
  - Migliore attore non protagonista a Sergio Rubini